# Derodontus longiclavis
Derodontus longiclavis is een keversoort uit de familie tandhalskevers (Derodontidae). De wetenschappelijke naam van de soort is voor het eerst geldig gepubliceerd in 1987 door Nikitskiy.